# That Girl Montana
That Girl Montana er en amerikansk stumfilm fra 1921 af Robert Thornby.

## Medvirkende
- Blanche Sweet som Montana Rivers
- Mahlon Hamilton som Dan Overton
- Frank Lanning som Jim Harris
- Edward Peil, Sr. som Lee Holly
- Charles Edler som Akkomi
- Claire Du Brey som Lottie
- Kate Price som Mrs Huzzard
- Jack Roseleigh som Max Lyster